# 维琴察
维琴察（listenⓘ）是意大利威尼托大区维琴察省的一座城市，也是维琴察省的首府。位於威尼斯西方約60公里處。
本市擁有蓬勃發展的多元文化，歷史亦相當悠久，市內分布許多博物館、廣場、美術館、教堂和廣場，以及文藝復興風格的房屋。市郊亦有一處有名的景點「威尼托的帕拉第奥式别墅」，當中又以奥林匹克剧院最為有名。本市已於1994年被聯合國教科文組織列為世界文化遺產，稱為維琴察城和威尼托的帕拉第奧式別墅。
2017年6月，维琴察市內的住民大約有11萬人，而周邊都市圈的人口約有27萬，大量的中小企業亦位於該市內，使維琴察在產上成為義大利第三名的工業中心，也是全國最富裕的城市之一。當中主要又归功於擁有數萬名雇員的紡織、鋼鐵業者。此外全義大利20%的黃金和珠寶也在這產出，大大振興了本市經濟。
美國陸軍在該市東郊設有埃德勒兵營，目前為第173空降戰鬥旅的駐屯地。

## 友好城市
- 法國阿訥西（1995年起）
- 德国佛茨海姆（1991年起）
- 中国無錫（2006年起）[5]
- 美国克里夫蘭（2009年起）[6]